# Ispinada
L'ispinada è un piatto tipico della Sardegna.
Si tratta di una sorta di piccolo spiedo in legno con infilzata carne di pecora dei tagli più morbidi, alternata a parti del grasso della schiena. Era questo il pasto dei pastori sardi che andavano a svernare col gregge; il freddo consentiva di conservare la carne anche per vari giorni. Inoltre per cuocere l'ispinada (il termine viene dal termine sardo "ispina" che vuole indicare il pezzo di legno su cui la carne veniva infilata), basta un fuoco piccolo, poiché la cottura è piuttosto rapida, tre o quattro minuti. Il fuoco spesso veniva fatto scavando una piccola trincea nel terreno, in direzione del vento, e appoggiando l'ispinada sui bordi del piccolo fossato, cosa che consentiva di girare la carne affinché cuocesse in modo regolare.